# Mooshof (Pfarrkirchen)
Mooshof ist ein Gemeindeteil der Kreisstadt Pfarrkirchen im niederbayerischen Landkreis Rottal-Inn. Das Dorf liegt, durch den Fluss Rott getrennt, im Süden der Kreisstadt.
Ursprünglich waren die Wiesen südlich der Rott Sumpfland, das von den massiven Wasservorkommen der weiter südlich liegenden Hänge und der immer wieder über die Ufer tretenden Rott gespeist wurde. Bis in das 18. Jahrhundert hinein wurden die Sumpfwiesen derer von Edelbeck als Weide genutzt. Nach der Trockenlegung wurde das Gebiet als Ackerland kultiviert. Der westliche Teil des heutigen Mooshof gehört zur Gemarkung Altersham, während der östliche Teil zur Gemarkung Untergrasensee gehört.
Heute befindet sich im Ostteil ein Wohngebiet mit ca. 1000 Einwohnern. Auf der anderen Seite der Staatsstraße 2112, die beide Teile voneinander trennt, haben sich Industrie- und Gewerbebetriebe angesiedelt.
Seit 2010 wird Mooshof mit einer Wohnbebauung nach Nordosten (Richtung B 388) erweitert. Mit der Ansiedlung größerer Finanzdienstleister im Südosten schreitet auch die weitere Erschließung in diese Richtung voran. Durch den installierten Kreisverkehr an der Staatsstraße 2109 steht der weiteren Erschließung in Richtung Woching nichts mehr entgegen.